# Свіччине весілля (мультфільм)
«Свіччине весілля» — анімаційний фільм 1982 року Творчого об'єднання художньої мультиплікації студії Київнаукфільм, за мотивами однойменної п'єси І.А. Кочерги.

## Сюжет
Мультфільм за мотивами однойменної п'єси Івана Кочерги про трагічну історію кохання Івана Свічки та Меланки в період «темного закону», яка переходить у народний бунт проти князівського свавілля та тиранії.

## Над мультфільмом працювали
- Автори сценарію: Борис Крижанівський, Тадеуш Павленко
- Режисер: Тадеуш Павленко
- Художник-постановник: Радна Сахалтуєв
- Оператор: Петро Ракітін
- Композитор: Богдан-Юрій Янівський
- Звукооператор: Віктор Груздєв
- Художник-мультиплікатор: І. Бородавко
- Ролі озвучили: Ольга Науменко, Богдан Ступка, Аркадій Гашинський, Ніна Матвієнко
- Асистенти: С. Борисовський, С. Лещенко, С. Васильєва, В. Петрищев, Р. Лумельська
- Редактор: Світлана Куценко
- Директор картини: Іван Мазепа